# Vila Nova do Ceira
Vila Nova do Ceira es una freguesia portuguesa del concelho de Góis, con 20,93 km² de superficie y 997 habitantes (2001). Su densidad de población es de 47,6 hab/km².